# David Kirtman
David Kirtman (San Francisco, 12 febbraio 1983) è un ex giocatore di football americano statunitense che ha militato nel ruolo di fullback nella National Football League (NFL).

## Carriera
Al college Kirtman giocò a football a USC. Fu scelto nel corso del quinto giro (163º assoluto) del Draft NFL 2006 dai Seattle Seahawks. Dopo non essere sceso in campo nella sua stagione da rookie, disputò 6 partite l'anno seguente. Fu svincolato il 30 agosto 2008 e in seguito fece parte dei roster di San Diego Chargers, San Francisco 49ers, New Orleans Saints e di nuovo dei Seahawks, giocando una sola partita con i 49ers.